# Philadelphia roll

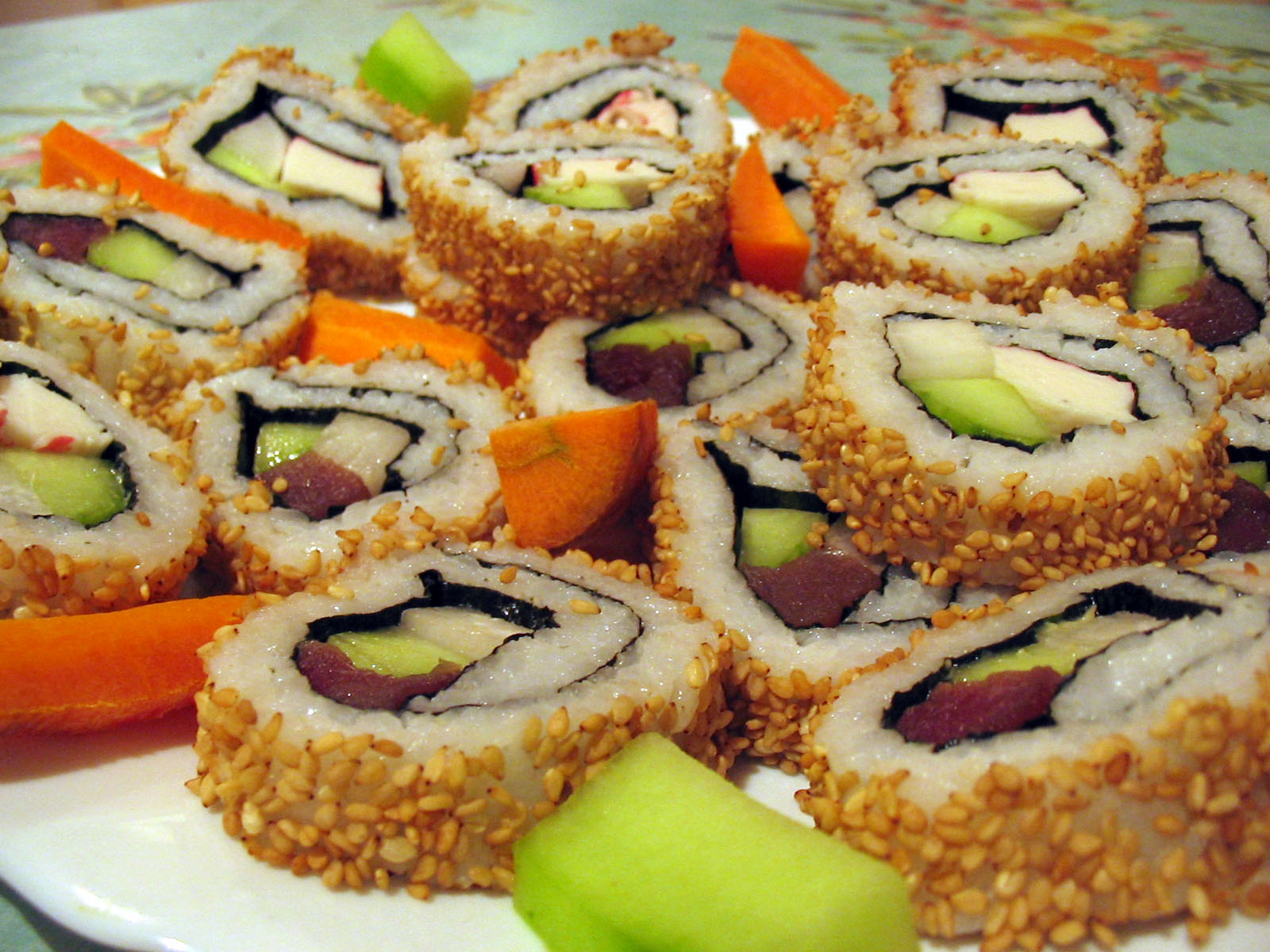
Plato con sushi diverso.

Philadelphia roll (Filadelfia roll) o Philly Roll es una variante de sushi, bien makizushi o urazushi cuyo ingrediente característico es el queso cremoso para untar. Este ingrediente no es común en las recetas de sushi originarias de Japón, sino que es el resultado de la mezcla de ingredientes derivada de la cocina fusión.

## Historia
La etimología del sushi no define a la ciudad donde fue creado, todo lo contrario, se basa en el nombre comercial de queso para untar Philadelphia, que fue una marca de Kraft Foods.
Algunos acercan la invención de este sushi con los platos de pescados con queso, los canapés de salmón ahumado con queso fresco. Otros comentan que puede deberse a temas publicitarios del queso en cuestión al ser denominado el sushi por el queso Philadelphia.

## Recetas
Hay multitud de combinaciones, las más destacables son las siguientes:
- Philadelphia maki: Salmón con pepino y filadelfia.
- Kunsei Cheese: Salmón con aguacate y filadelfia.
- Tempura kani cheese maki Carne de cangrejo (surimi), aguacate y filadelfia.